# Jewgienij Fiodorow (geofizyk)
Jewgienij Konstantinowicz Fiodorow (ros. Евге́ний Константи́нович Фёдоров, ur. 28 marca?/10 kwietnia 1910 w Benderach, zm. 30 grudnia 1981 w Moskwie) – radziecki geofizyk i wojskowy, akademik Akademii Nauk ZSRR, generał porucznik, Bohater Związku Radzieckiego (1938).

## Życiorys
Urodzony w rodzinie rosyjskiej. Dzieciństwo spędził we Władywostoku, Mińsku i Dwińsku, od 1916 mieszkał w Niżnym Nowogrodzie, w 1927 ukończył 9 klas szkoły, później pracował jako technik. W 1932 ukończył studia na Wydziale Geofizycznym Leningradzkiego Uniwersytetu Państwowego, w latach 1932–1937 był pracownikiem naukowym Wszechzwiązkowego Instytutu Arktycznego w Leningradzie (Petersburgu), brał udział w ekspedycjach polarnych m.in. wraz z Iwanem Papaninem, Ernstem Krenkelem i Piotrem Szyrszowem na Biegun Północny. W 1938 został członkiem WKP(b) i doktorem nauk geograficznych, a w 1939 członkiem korespondentem Akademii Nauk ZSRR. Od maja 1938 do kwietnia 1939 był pracownikiem naukowym Gławsiewmorputi, zajmował się obróbką materiałów dryfującej stacji Siewiernyj Polus-1, od kwietnia do listopada 1939 zajmował stanowisko dyrektora Arktycznego Instytutu Naukowo-Badawczego w Leningradzie, a od listopada 1939 do sierpnia 1947 szefa Głównego Zarządu Służby Hydrometeorologicznej ZSRR. Jednocześnie od lipca 1941 do maja 1945 służył w Armii Czerwonej jako szef Głównego Zarządu Służby Hydrometeorologicznej Armii Czerwonej, od 1944 w stopniu generała porucznika służby inżynieryjno-technicznej (22 sierpnia 1945 pozbawiony stopnia wojskowego pod fałszywymi zarzutami), później od października 1947 do czerwca 1949 kierował laboratorium elektryczności atmosferycznej, od czerwca 1949 do marca 1955 był zastępcą dyrektora Instytutu Geofizycznego Akademii Nauk ZSRR ds. naukowych.
Od marca 1955 do marca 1956 był dyrektorem Wydziału Geofizyki Stosowanej Instytutu Geofizycznego Akademii Nauk ZSRR, od marca 1956 do października 1962 dyrektorem Instytutu Geofizyki Stosowanej Akademii Nauk ZSRR, jednocześnie w latach 1959–1962 był głównym sekretarzem naukowym Prezydium Akademii Nauk ZSRR. W 1960 został akademikiem Akademii Nauk ZSRR. Od października 1962 do kwietnia 1974 zajmował stanowisko szefa Głównego Zarządu Służby Hydrometeorologicznej ZSRR, w kwietniu 1974 ponownie został dyrektorem Instytutu Geofizyki Stosowanej Akademii Nauk ZSRR, w latach 1963–1971 był wiceprezydentem Światowej Organizacji Meteorologicznej, również w latach 1965–1979 zastępcą przewodniczącego, a od 1979 przewodniczącym Radzieckiego Komitetu Obrony Pokoju, jednocześnie w latach 1970–1976 był członkiem Prezydium, a od 1977 wiceprezydentem Światowej Rady Pokoju. Od 5 marca 1976 zastępca członka KC KPZR. Deputowany do Rady Najwyższej ZSRR I, IX i X kadencji (1937–1946 i od 1974). Był honorowym obywatelem Benderów (1976) i Obnińska. Pochowany na Cmentarzu Nowodziewiczym. Jego imieniem nazwano Instytut Geofizyki Stosowanej RAN, plac w Obnińsku, ulice w Benderach, Rybińsku i Tiksi.

## Odznaczenia i nagrody
- Złota Gwiazda Bohatera Związku Radzieckiego (22 marca 1938)
- Order Lenina (sześciokrotnie – 27 czerwca 1937, 22 marca 1938, 11 września 1956, 17 czerwca 1961, 9 kwietnia 1970 i 9 kwietnia 1980)
- Order Rewolucji Październikowej (17 września 1975)
- Order Kutuzowa II klasy (4 czerwca 1945)
- Order Wojny Ojczyźnianej I klasy (dwukrotnie – 29 lipca 1944 i 10 czerwca 1945)
- Order Czerwonego Sztandaru Pracy (dwukrotnie – 29 sierpnia 1955 i 28 sierpnia 1964)
- Nagroda Stalinowska (1946)
- Nagroda Państwowa ZSRR (1969)